# Кристиада
Кристиада (на испански: Cristiada) или Войната на кристеросите (Guerra de los Cristeros, Guerra Cristera), водена между 1926 и 1929 г., въоръжен конфликт на населението, подтиквано от католическите свещеници, срещу правителството на Мексико заради антицърковни разпоредби в Конституцията на Мексико от 1917 г.
„Кристеро“ („кристерос“ в мн.ч.) е самонаименование на въстаниците, изразяващо вярването им, че се борят за християнския бог Иисус Христос („Кристо Рей“).

## Причини за войната

### Конституцията от 1917
Мексиканската конституция от 1917 г. е пряко следствие от Мексиканската революция, и от предхождащата я конституция на Бенито Хуарес от 1857 г. Тя отразява дългосрочното недоволство, породило се сред някои мексикански общественици по отношение на това, което те виждат като злоупотреби на католическото духовенство, както и факта, че католическият клир исторически се приобщава към каузата на богатите за сметка на бедните. Това лежи и в основата на недоволството, довело до Мексиканската революция от 1910 – 1917.

### Антицърковни разпоредби
Пет члена на конституцията от 1917 г. са специално насочени към потискане намесата на Римокатолическата църква в политическия и обществен живот.
- (1) Член 3 забранява религиозно образование в училищата
- (2) Член 5 забранява монашеските ордени
- (3) Член 24 забранява публично богослужение извън храмовете
- (4) Член 27 ограничава правата на религиозните организации да притежават имоти
- (5) Член 130 лишава от някои основни граждански права членове на духовенството: на свещениците и други духовни водачи се забранява да носят извън храма раса или други религиозни символи на сана им, отнема им се правото да гласуват и им се забранява коментирането на обществени дела в религиозни публикации.[3]

### Промени на имена на градове
Антицърковното отношение на правителството се разпрострира и до нагледно повърхностни промени като малки промени в имената на места, за да им се придаде по-светско значение; така например щатът и градът Вера Крус (което ще рече „Истински кръст“) са преименувани Веракрус.

### Периодът на Каранса
При приемането на антирелигиозните текстове на Конституцията от 1917 г. президент на Мексико е Венустиано Каранса. Каранса не е екстремист, но започва постепенно прилагане на конституционните разпоредби. Прекъсването на тази политика се осъществява от наследника му Обрегон.

### Периодът на Обрегон
Едновремешни съюзници, Каранса и следващият президент – Алваро Обрегон, стават врагове. Обрегон организира свалянето на Каранса с различни машинации през 1919 г. Той заема президентството в периода 1920 – 1924 г. За кратко Обрегон оправдава прякора си – „Непобедимият“ и макар да споделя антицърковните чувства на Каранса, се проявява като твърд, амбициозен, прагматичен, но и достатъчно умен, за да прилага антицърковнага си политика избирателно: по местата, където църквата е слаба, законът е съблюдаван по-строго, а там, където е силна – доста по-хлабаво.
Примирието е доста „болнаво“, поради някои крайни акции на правителството.

### Периодът на Кайес
Плутарко Елиас Кайес дава повод на католическото духовенство да призове към активна антиправителствена съпротива: ’’Кристиадата’’ започва като реакция срещу анти-клерикалните закони, изхождащи от Конституцията от 1917 г. и особено онези закони, познати като „Реформа“ и въведени от правителството на Кайес.

### Трудното „примирие“
Трудното „примирие“ между църквата и правителството приключва с избирането за президент през 1924 г. на крайния атеист Плутарко Елиас Кайес. Кайес прилага антицърковните закони строго и из цялата страна, като добавя и свое законодателство. През 1924 г. губернаторът на Гуадалахара закрива католическата семинария в града и затваря католическото сиропиталище. На това католическата общественост в града отвръща със създаването на католическия Народен Съюз. По свидетелства на съвременници Кайес е бил масон, и на 28 май 1926 г. масоните го награждават с почетен медал за неговото преследване на католиците. На 12 юли 1926 г. следното комюнике се появява в пресата:
| „                                   | Международното масонство поема отговорност за събитията в Мексико и се готви да мобилизира силите си за методично цялостно прилагане на програмата си за тази страна... | “ |
| вестник ‘’La Tribuna’’, 12 юли 1926 | |   |

## Поводи за бунтовете
През юни 1926 г. Кайес подписва „Реформа на Наказателния кодекс“, която неофициално се среща под името „Закон на Кайес“ или „Реформата“. В тази реформа са добавени и наказания за свещеници, нарушили членове на Конституцията от 1917 г. Например за носене на църковните одежди извън храма глобата е била 500 мексикански песос – за онова време $250 американски долара. В днешни пари (американски долари) това се равнява на $3031.32, изчислено по индекса на потребителските цени, или на $39 798.27 според относителния дял от БВП. Така също е можело свещеник да бъде затворен за пет години за подобни „престъпления“.
Кайес конфискува църковни имоти, манастири и училища. Назрява обстановка на нетърпимост между католиците и властта, при все опитите на местните свещеници да успокояват обстановката (за последното има различни мнения). За мнозина конфискациите на Кайес са били една поредна крачка към придобиване на лична собственост. Улицата в Гуернавака, на която Кайес и шефа на профсъюзите Луис Моронес имат къщи, е наричана „улицата на 40-те разбойници“. (Мабри, 1990 – 2008)

## Организирана съпротива

### Мирна съпротива
В отговор на тези мерки, католическите организации усилват организираната си съпротива. Най-важната организация е Националната Лига за Защита на Религиозните Свободи (НЛЗРС), основана през 1924 – 1925. Към нея се присъединяват Мексиканската асоциация на католическата младеж (МАКМ, основана 1913) и Народният съюз (НС, католическа политическа партия основана през 1925). НЛЗРС е в подкрепа на въоръжена защита и въстание срещу режима на Кайес, докато НС се стреми към мирно и политическо разрешение на конфликта. Междувременно католическите епископи работят за промяна на обидните членове на конституцията. Папа Пий XI явно одобрява такива средства на организирана мирна съпротива.
На 11 юли 1926, мексиканските епископи гласуват да суспендират обществено богослужение в Мексико в отговор на Закона на Кайес. Това е трябвало да стане на 1 август. На 14 юли те подписват план за икономически бойкот на правителството, който е особено ефективен в Централно-западно Мексико (в мексиканските щати на Халиско, Гуанахуато, Агуаскалиентес и Сакатекас). Католиците в тези щати прекратяват посещенията на театри и кина и не използват обществения транспорт, а учителите католици преустановяват преподаването си в светски училища. Правителството на Кайес възприема това поведение като размирно и много църкви са затворени.
През септември епископатът внася предложение за промени на конституцията, но то е отхвърлено от Конгреса на 22 септември. Архиепископът на Мексико – Хосе Мора и дел Рио публично заявява, че „църквата няма да се подчини на такъв закон“. Кайес отвръща на предизвикателството със затваряне на манастири и метоси, депортиране на чуждестранни религиозни лица, забрана на религиозни демонстрации и затваряне на църковните училища.

### Ескалация на насилието
Бойкотът се срива през октомври 1926 до голяма степен поради липсата на подкрепа от богатите католици, които губят доходи. Те не били особено харесвани и преди, но окончателно са намразени след като плащат на федералното правителство за военна охрана и на полицията за разпръскване на демонстрации на стачкуващи. Доста спречквания се случват през 1926. Насилието се изостря.
- В Гуадалахара, на 3 август, 400 въоръжени католици се барикадират в храма „Св. Богородица от Гауадалупе“ и се предават едва след като всичките им муниции привършват. Консулската служба на САЩ отбелязва броя на ранените в конфликта на 40, а на убитите на 18. („Тък“, 2008)
- На 4 август в Сауайо, Мичоакан, енорийският храм е превзет с щурм от 240 войници. Измежду жертвите са енорийският свещеник и викарият му.
- На 14 август в сакатекаския град Чалчиуитес агенти на правителството провеждат чистка и екзекутират духовния водач отец Луис Батис Саинс. Измежду другите жертви е и 13-годишният Хосе Луис Санчес дел Рио (роден на 28 март 1913 в Сауайо, Мичоакан).[14] Хосе се е присъединил към кристеросите на генерал Пруденсио Мендоса, съсредоточени в градчето Котийа, Мичоакан.
- В Чалчиуитес въстаници кристерос начело с Кинтанар превземат градската хазна и официално обявяват бунт срещу правителството.
- На 28 септевмври кметът на Пенджамо[15] (Гуанахуато), Луис Наваро Оригел, повежда друго въстание.
- На 29 септември въстават в Тринидад Мора и в Дуранго, а на 4 октомври в Южно Гуанахуато.

Халиско и районът Лос Алтос северозападно от Гуадалахара, става централно място на натрупване на войски и оръжие във всеки удобен момент. НЛЗРС избира официална дата за започване на въстание – 1 януари 1927 г., а за предводител на въстаническите войски – 27-годишния харизматичен адвокат Рене Капистран Гарса, водач на Мексиканската асоциация на католическата младеж.

## Към въоръжено въстание
Групи въоръжени въстаници завземат едно след друго селата и градчетата в района Лос Алтос, понякога въоръжени с антични мускети или тояги. Кристеросите влизат в сражение с възглас „Вива Кристо Рей! Вива ла Вирхен де Гуадалупе!“ (Да живее Царят Христос! Да живее Света Богородица от Гуадалупе!).
Въстаниците са необичайна армия, понеже нямат тилова секция да им доставя провизии и разчитат на набези по градове и села, влакове и ранча, за да си набавят необходимата храна, пари, коне и амуниции. Правителството на Кайес отначало не приема насериозно заплахата. Бунтовниците успешно се справят с „аграристите“ (въоръжени селски отряди от типа милиция) и срещу отрядите на гражданската отбрана (местна милиция), но винаги са побеждавани от редовната армия, защитаваща важни центрове и градове. По онова време федералната армия наброява 79 759 войници. Когато федералният комендант на армията на Халиско, генерал Хесус Феррейра повежда армията срещу бунтовниците, заявява че „това ще е по-скоро лов на главатарите им, а не военна кампания“. (Бол, 1998. стр. 24)

### Водачите
Макар да нямат военен опит, въстаниците планират битките си добре. Най-успешните въстаници са Хесус Дегойадо (аптекар), Викториано Рамирес (земеделски общ работник) и двама свещеници: Аристео Педроса и Хосе Рейес Вега. Не по-малко от петима свещеници вдигат оръжие, докато много други подкрепят бунтовниците по други подобаващи на сана им начини. Двамата свещеници командири, отец Вега и отец Педроса, били родени военни. Отец Вега не бил типичен свещеник и се говорело, че пиянствувал и най-редовно пренебрегвал обета си за целомъдрие. В контраст – отец Педроса бил строго морален и верен на свещеническите си обети. Фактът, че и двамата вдигат оръжие е голям проблем от гледна точка на католическата сакраментална теология.

### Освен религията...
Съвременни изследвания твърдят, че за много кристероси религиозните мотиви са подкрепени и от други материално-икономически причини за бунтуване. Участници в бунтовническата армия са произхождали от села, ударени от поземлената реформа на правителството от 1920 г. насам, или по един или друг начин застрашени от политическите и икономическите реформи. Много аграристи и поддръжници на правителството също са били усърдни католици.

### Външна подкрепа
Дали действията на кристеросите са били подкрепяни от Рим или от Мексиканския епископат, все още е и е било дълго време обект на противоречия. Официално, мексиканският епископат никога не се е изразил в подкрепа на въстанието, но по няколко свидетелства, въстаниците са имали уверенията на епископата, че борбата им е законна. Епископатът в никакъв случай не е осъждал бунтовниците. Епископ Хосе Франсиско Ороско и Хименес от Гуадалахара остава с бунтовниците; едновременно с това отхвърля въоръжената борба, но не иска да изостави пасомите си. Много съвременни историци го считат за истинския водач на движението.

### По-значими моменти
- На 23 февруари 1927, кристеросите за пръв път разгромяват федералните войски при Сан Франсиско дел Ринкон, Гуанахуато, следвано от друга победа при Сан Хулиан, Халиско.
- Въстанието е почти потушено от действията на кристеросите на 19 април, когато набег на бунтовниците, предвождани от отец Вега срещу пътнически влак, за който са смятали, че превозва пощенска пратка от голяма сума пари, завършва трагично. В престрелката загива братът на отец Вега, това го разярява до безумие и той нарежда да облеят с бензин и подпалят вагоните. Петдесет и един пътници загиват вследствие на тази акция.
- Тази жестокост обръща общественото мнение срещу кристеросите. Правителството започва евакуиране на хората към по-големите населени места и това прекъсва провизиите на бунтовниците. Към лятото на същата тази година въстанието е почти напълно потушено.
- Рене Гарса се оттегля през юли от водачеството на въстаниците след като не успява да събере средства и помощи от САЩ.
- Бунтът е възобновен от усилията на Викториано Рамирес, познат като „Ел Каторсе“ (четиринайсетката). Прякорът му произлиза от това, че след като се измъква от затвора, убива с голи ръце всички 14 души от потерята, изпратена да го хване; после изпраща съобщение на кмета, който му е вуйчо, да праща повече народ за в бъдеще. Ел Каторсе е неграмотен, но се проявява като роден водач. Съживява движението, давайки така възможност на НЛЗРС да избере генерал, наемник, Горостиета, който настоява за заплата двойно по-голяма от тази на щатните генерали в армията.
- Енрике Горостиета е дотолкова отчужден от католицизма, че се подиграва на религиозността на собствените си войски. Независимо от липсата му на благочестие, обучава добре войските, създавайки добре дисциплинирани отделения и командири. Лека-полека кристеросите започват да печелят надмощие.
- На 21 юни 1927 се сформира първата женска бригада кристероси в Сапопан. Те приемат името на света Жана д'Арк. Бригадата започва със 17 жени, но скоро нараства до 135. Тяхната мисия е да събират средства, оръжия, провизии и информация за воюващите; те също така се грижат за ранените. Към март 1928 се включват 10 000 жени. Много пренасят контрабадно оръжие в зоните на сраженията като ги покриват в каруци, натоварени с жито или цимент. Към края на военните действия техният брой е вече 25 000.

### Краткотрайно надмощие
Кристеросите имат надмощие през цялата 1928 и през 1929 федералното правителство е изправено пред нова криза: войнишки бунт, воден от Арнулфо Р. Гомес, във Веракрус. Кристеросите опитват да се възползват от ситуацията и атакуват Гуадалахара към края на март. Атаката се провалила, но успяват да превземат Тепатитлан на 19 април. Отец Вега е убит в тази битка.
Войнишкият бунт във Веракрус е потушен жестоко и експедитивно, но кристеросите също са подложени на изпитание и разделение в собствените си редици. Марио Валдес, за когото историците са на мнение, че е бил шпионин на федералните сили, излиза с обвинения срещу Ел Каторсе, което довежда до арестуването на „четиринайсетката“ и екзекуцията му след кратък процес по обвинение в предателство, на който Валдес представя писмено доказателство – писмо от неграмотния Ел Каторсе до правителството.

### Неочакван финал
На 2 юни Горостиета е прострелян от засада на федерален патрул.
Независимо от тези загуби, с въоръжена армия от 50 000 души вероятно бунтовниците са могли дълго да продължат въстанието. Но тъкмо успяват да надмогнат федералната армия и въстанието е прекратено след дипломатически разговори на високо равнище с посредничество на посланика на САЩ в Мексико Дуайт Уитни Мороу, тъст на известния авиатор Чарлз Линдбърг.

## Дипломация
Преди и след успехите на въстаниците и подкрепата на епископ Ороско и Хименес, мексиканските епископи спорно поддържат въстанието (единственото подробно проучване на движението The Cristero Rebellion (”Бунтът на кристеросите“), указва, че с едно-две изключения епископатът е бил враждебно настроен към бунта). Епископите са екстрадирани от Мексико след епизода с подпалването на влака от отец Вега, но се опитват да влияят отвън на изхода на войната в страната.
Американският посланик в Мексико през октомври 1927, Дуайт Уитни Мороу, започва една поредица от сутрешни срещи с президента Кайес. На тях двамата обсъждат широк диапазон проблеми, от въстанието до напояването и петролодобива. Това му печели прякора в американските вестници „дипломат – шунка с яйца“. Мороу се стреми да се приключи конфликтът не само заради регионалната стабилност, но и за да се намери разрешение на петролните проблеми между Мексико и САЩ. В тези си усилия е подпомаган от отец Джон Бърк от Националната конференция за католическо благоденствие. Ватиканът също търси активно мирно разрешение на конфликта.
Мандатът на Кайес привършва и идва моментът, когато избраният за президент Алваро Обрегон трябва да встъпи в длъжност на 1 декември. За жалост той е убит от католически радикалист две седмици след официалното му избиране за президент, което силно влошава мирния процес. Конгресът назначава през септември за временно изпълняващ длъжността Емилио Портес Хил и насрочва избори през ноември 1929. Портес Хил е много по-отворен към църквата, отколкото Кайес, което позволява на Мороу и Бърк да възобновят техните мирни инициативи. Портес Хил споделя с чуждестранните журналисти в интервю на 1 май 1929, че „католическото духовенство може да възобнови службите си, когато пожелае, стига да се уважават законите на страната“. На следващия ден архиепископът в изгнание Леополдо Руис и Флорес прави изявление, че епископите няма да настояват за анулиране на законите, само за тяхното по-снизходително прилагане. Мороу съумява да доведе страните до съгласие на 21 юни 1929. Договорът, който той изготвя, наречен арреглос (споразумение), позволява възстановяване на богослуженията в Мексико и отпуска три концесии на католиците:
1. само упоменатите от църковните йерарси свещеници ще се задължават да се регистрират;
2. религиозно образование в църквите (но не и в училищата) ще бъде позволено;
3. всички граждани, включително и от духовенството, ще имат правото да внасят петиции за реформи на закона.

Но най-съществената част от договора е, че „църквата си възстановява правото да ползва собственостите си и свещениците си възвръщат правото да живеят в тези имоти“. Легално, на църквата не се дава право да притежава недвижими имоти и предишните ѝ имоти остават държавна собственост, обаче църквата си възвръща контрола върху тях и правителството не посяга никога повече на тези имоти. Това е удобно споразумение за двете страни и подкрепата на Католическата църква за бунтовниците веднага престава.
В резултат на преговорите много щати охлабват тълкуването на конституционните обидни членове, но някои щати налагат свои потиснически мерки. Така например щатът Чиуауа издава закон само един енорийски свещеник да обслужва цялата католическа общност на щата. Споразумението също довежда до необичаен край на войната. През последните две години много анти-клерикално настроени офицери, но враждебни към федералното правителство, се присъединяват към въстаниците по други причини. Само малка част от въстаниците полагат оръжие и се прибират вкъщи след споразумението – а именно онези, които смятат, че битката им е спечелена. Тъй като въстаниците не са страна в мирните преговори, повечето се чувстват предадени и някои продължават да се бият. Тогава църквата заплашва бунтовниците с екскомуникация и постепенно размириците стихват. Офицерите, страхувайки се от това, че ще ги третират като предатели, се опитват да поддържат огъня на въстанието. Опитите им са неуспешни и повечето от тях са заловени и разстреляни, докато други бягат в Сан Луис Потоси, където генерал Сатурнино Седийо им дава убежище.

## Последствия
За последствията от въстанието виж Равносметка след въстанието Кристеро.